# Іванівський цвинтар (Рига)
Іванівський цвинтар (латис. Ivana kapi) — цвинтар у Ризі, на вулиці Кална, 19. Розташоване між вулицями Кална, Даугавпілс, Екабпілс і залізницею. Територія становить 16,6 га.

## Історія
Точна дата заснування кладовища невідома. Старі поховання в цьому районі були біля Всіхсвятської церкви.
На плані Риги 1650 року католицький цвинтар вказано на території від Західної Двіни (Даугави) в районі нинішньої вулиці Католю. При цьому цвинтарі була католицька каплиця. У першій половині XVII століття до наявної території було приєднано додаткові ділянки для облаштування старообрядницького та православного кладовищ. Тут 1777 року було збудовано каплицю Всіх Святих, 1815 року перебудовану на дерев'яну Всіхсвятську церкву Благовіщенської (Микільської) парафії. За церквою православний цвинтар став іменуватися Всіхсвятським.
На вулиці Католю збереглася цвинтарна сторожка (ХІХ століття?).
1851 року цвинтарна Всіхсвятська церква стала парафіяльною. У зв'язку з переповненістю старого цвинтаря поблизу Всіхсвятської церкви біля Іванівських воріт було відведено нову велику ділянку землі для нового цвинтаря, який дістав назву Іоанівського.
1866 року на цвинтарі було побудовано дерев'яну каплицю Іоанна Предтечі.
1882 року за проєктом архітектора Яніса Бауманіса було зведено нову цегляну Всіхсвятську церкву, а стару дерев'яну перенесено на нове Іванівське кладовище. Перенесення церкви було здійснено на пожертви власників і робітників Кузнецовської порцелянової фабрики, які проживали тут. У 1889 році за проєктом Я. Бауманіса був побудований будинок причту і підпірна стіна вздовж вулиці, у 1892—1902 роках за проєктами А. Едельсона і Г. Девендруса — сторожок і паркан з воротами.
З 1913 року за проєктом архітектора Володимира Лунського велося будівництво нового кам'яного храму, будівництво переривалося Першою світовою війною, революцією і було завершене тільки 1934 року архітектором Володимиром Шервинським.
З 1921 року настоятелем Іоаннівської парафії був протоієрей Миколай Шалфєєв.
Після кровопролитних боїв 30 червня — 1 липня 1941 року на Московському форштадті о. Миколі вдалося отримати дозвіл поховати вбитих солдатів-червоноармійців у двох братських могилах, близько 150 осіб на православній частині Іоанівського кладовища, близько 800 осіб на новому старообрядницькому кладовищі біля залізниці. На могилах поставили гранітні обеліски з восьмикутними хрестами (архітектор В. Шервинський). О. Миколай був заарештований наприкінці 1941 року гестапо і, випущений за три дні до смерті, помер 28 грудня 1941 року. На цвинтарі поховані також загиблі під час визволення Риги в 1944 році, а також померлі в Ризі від ран і хвороб у 1944–1945 роках, близько 1000 могил.